# Piaggio Sì
Il Sì è un ciclomotore prodotto dal 1978 al 2001 dalla casa motociclistica italiana Piaggio. Ricevette l'omologazione il 20 novembre 1978 e fu presentato a Genova il 1º febbraio 1979.

## Descrizione
Con motore derivato dal contemporaneo Ciao, si differenziava da esso per la forcella anteriore telescopica, per il mono ammortizzatore posteriore anziché il telaio rigido, per il fanale anteriore e quello posteriore di disegno diverso, per la sella più lunga e più comoda e munita di un piccolo vano sottosella, e per i cerchi a 4 razze.
Per quanto riguarda il propulsore, si differenziava per la testata di disegno diverso e con le alettature di raffreddamento più lunghe e per l'utilizzo di un carburatore Dell'Orto SHA 12-12 al posto del 12-10; anche la feritoia di ammissione nel carter era leggermente più allungata. Inoltre, vi è una versione dotata di variatore, soluzione che permette di superare più agevolmente le pendenze aumentando il rapporto di riduzione del sistema di trasmissione.

## I modelli

### Prima serie (1979-1987)
Il Sì, in vendita dal febbraio 1979, era disponibile sia con sella lunga e sella corta e cerchi a raggi o cerchi in lega. Questo modello, fino a metà 1979 circa era disponibile solo in due colori: Grigio Chiaro di Luna metallizzato 108 e Beige 560. Successivamente, a metà 1979 circa, venne aggiunto il colore Blu Marine. La marmitta era di sezione quadrata. Era disponibile a variatore (SIV) e puleggia (SIM). Il motore aveva l'accensione tradizionale con le puntine. Le leve dei freni erano in metallo e terminavano a pallina. Nell'aprile/maggio 1980 venne aggiunto il paraspruzzi e dal 1981/1982  le leve dei freni diventano in plastica. Nel 1981 cambia anche il pulsante clacson che fino ad allora era a carcassa grigia e poi diventò tutto nero. Dal 1983 la sella corta e le ruote a raggi erano optional. Dal 1984 fu introdotto l'optional del motore elettronico. Dal 1984/1985 la culla motore non era più in tinta carrozzeria bensì nera/grigia.

### Seconda serie "Electronic" o "FL" (1987-1991)
Questa serie aveva di differente, rispetto alla precedente, solo il fatto che era ad accensione elettronica di serie, la marmitta era di sezione tonda e le plastiche verniciate. La culla diventa di colore nero. Sotto la sella aveva a sinistra la scritta "Electronic". Era disponibile nelle versioni SIM e SIV. Era disponibile come optional l'avviamento kick starter.

### Terza serie "FL2" (1992-2001)
Nata per affiancare (e poi sostituire) la serie FL, questo modello aveva di differente solo la sella (più bombata) e alcuni particolari plastici. Gli ultimi esemplari erano catalizzati. Erano disponibili in versione a puntine e con accensione elettronica, e come optional gli indicatori di direzione.

### Sì Montecarlo
Si differenzia dalla prima serie per la forcella idraulica a steli rovesciati e avanzati, come nel Piaggio Bravo, e per il doppio ammortizzatore posteriore.

### Sì Tuttorosso
Si differenzia dal Montecarlo per i vari dettagli verniciati di rosso.

### Sì Ecology System
Si differenzia dalla prima serie per il nuovo gruppo termico e per gli adesivi sui fianchetti. Veniva mantenuto l'optional dell'accensione elettronica.

### Sì Mix
Si tratta di un FL2 con miscelatore automatico. Il serbatoio dell'olio è sotto la sella.
Per il controllo del livello dell'olio è stato posto sul lato sinistro un piccolo oblò dove si può tenere sotto controllo il livello.
Dotato anche di una piccola sfera di galleggiamento per un controllo più accurato.
Sono stati posti ai lati subito sotto la sella anche due catarifrangenti di colore arancione.
Si distingue particolarmente dalle altre serie perché, anziché avere i cerchi in lega a quattro razze come le serie fino ad allora prodotte, monta degli specifici cerchi in lega a tre razze. Prodotto dal 1997 al 1998.

### Sì Miami
Si tratta di un FL2 di colore azzurro con adesivi specifici. È molto raro.

## Caratteristiche tecniche
| Caratteristiche tecniche - Piaggio Sì (1979-86) | Caratteristiche tecniche - Piaggio Sì (1979-86)                                                                | Caratteristiche tecniche - Piaggio Sì (1979-86)                                                                | Caratteristiche tecniche - Piaggio Sì (1979-86)                                                                                 | Caratteristiche tecniche - Piaggio Sì (1979-86)                                                                                 | Caratteristiche tecniche - Piaggio Sì (1979-86)                                                                                 |
| Dimensioni e pesi                               | Dimensioni e pesi                                                                                              | Dimensioni e pesi                                                                                              | Dimensioni e pesi | Dimensioni e pesi | Dimensioni e pesi |
| ----------------------------------------------- | --- | --- | --- | --- | --- |
| Ingombri (lungh.×largh.×alt.)                   | 1671 × 670 × 1037 mm                                                                                           | 1671 × 670 × 1037 mm                                                                                           | 1671 × 670 × 1037 mm | 1671 × 670 × 1037 mm | 1671 × 670 × 1037 mm |
| Altezze                                         | Sella: 801 mm                                                                                                  | Sella: 801 mm                                                                                                  | Sella: 801 mm | Sella: 801 mm | Sella: 801 mm |
| Interasse: 1089 mm                              | Interasse: 1089 mm                                                                                             | Massa a vuoto: 51 kg                                                                                           | Massa a vuoto: 51 kg | Serbatoio: 4.2 l, con 0,5 l di riserva (miscela al 2%)                                                                          | Serbatoio: 4.2 l, con 0,5 l di riserva (miscela al 2%)                                                                          |
| Meccanica                                       | | | | | |
| Tipo motore: Monocilindrico a due tempi         | Tipo motore: Monocilindrico a due tempi                                                                        | Tipo motore: Monocilindrico a due tempi                                                                        | Tipo motore: Monocilindrico a due tempi                                                                                         | Raffreddamento: ad aria forzata                                                                                                 | Raffreddamento: ad aria forzata                                                                                                 |
| Cilindrata                                      | 49,77 cm³ (Alesaggio 38,4 × Corsa 43,0 mm)                                                                     | 49,77 cm³ (Alesaggio 38,4 × Corsa 43,0 mm)                                                                     | 49,77 cm³ (Alesaggio 38,4 × Corsa 43,0 mm)                                                                                      | 49,77 cm³ (Alesaggio 38,4 × Corsa 43,0 mm)                                                                                      | 49,77 cm³ (Alesaggio 38,4 × Corsa 43,0 mm)                                                                                      |
| Distribuzione: a valvola rotante                | Distribuzione: a valvola rotante                                                                               | Distribuzione: a valvola rotante                                                                               | Alimentazione: carburatore Dell'Orto SHA 12/12                                                                                  | Alimentazione: carburatore Dell'Orto SHA 12/12                                                                                  | Alimentazione: carburatore Dell'Orto SHA 12/12                                                                                  |
| Potenza: 0.9 kW (1,41 CV) a 5.500 rpm           | Potenza: 0.9 kW (1,41 CV) a 5.500 rpm                                                                          | Coppia: | Coppia: | Rapporto di compressione: 9:1                                                                                                   | Rapporto di compressione: 9:1                                                                                                   |
| Frizione: centrifuga                            | Frizione: centrifuga                                                                                           | Frizione: centrifuga                                                                                           | Cambio: Sì M; puleggia a cinghia trapezoidale con rapporto fisso Sì V; variomatic a cinghia trapezoidale con rapporto variabile | Cambio: Sì M; puleggia a cinghia trapezoidale con rapporto fisso Sì V; variomatic a cinghia trapezoidale con rapporto variabile | Cambio: Sì M; puleggia a cinghia trapezoidale con rapporto fisso Sì V; variomatic a cinghia trapezoidale con rapporto variabile |
| Accensione                                      | a puntine o elettronica CDI (optional dal 1983)                                                                | a puntine o elettronica CDI (optional dal 1983)                                                                | a puntine o elettronica CDI (optional dal 1983)                                                                                 | a puntine o elettronica CDI (optional dal 1983)                                                                                 | a puntine o elettronica CDI (optional dal 1983)                                                                                 |
| Trasmissione                                    | primaria a cinghia trapezoidale; secondaria a ingranaggi                                                       | primaria a cinghia trapezoidale; secondaria a ingranaggi                                                       | primaria a cinghia trapezoidale; secondaria a ingranaggi                                                                        | primaria a cinghia trapezoidale; secondaria a ingranaggi                                                                        | primaria a cinghia trapezoidale; secondaria a ingranaggi                                                                        |
| Avviamento                                      | a pedali | a pedali | a pedali | a pedali | a pedali |
| Ciclistica                                      | | | | | |
| Telaio                                          | Tubone in lamiera stampata                                                                                     | Tubone in lamiera stampata                                                                                     | Tubone in lamiera stampata | Tubone in lamiera stampata | Tubone in lamiera stampata |
| Sospensioni                                     | Anteriore: Forcelle telescopiche / Posteriore: cantilever - idrauliche per le versioni Montecarlo e Tuttorosso | Anteriore: Forcelle telescopiche / Posteriore: cantilever - idrauliche per le versioni Montecarlo e Tuttorosso | Anteriore: Forcelle telescopiche / Posteriore: cantilever - idrauliche per le versioni Montecarlo e Tuttorosso                  | Anteriore: Forcelle telescopiche / Posteriore: cantilever - idrauliche per le versioni Montecarlo e Tuttorosso                  | Anteriore: Forcelle telescopiche / Posteriore: cantilever - idrauliche per le versioni Montecarlo e Tuttorosso                  |
| Freni                                           | Anteriore: a tamburo da 103 mm / Posteriore: a tamburo da 136 mm                                               | Anteriore: a tamburo da 103 mm / Posteriore: a tamburo da 136 mm                                               | Anteriore: a tamburo da 103 mm / Posteriore: a tamburo da 136 mm                                                                | Anteriore: a tamburo da 103 mm / Posteriore: a tamburo da 136 mm                                                                | Anteriore: a tamburo da 103 mm / Posteriore: a tamburo da 136 mm                                                                |
| Pneumatici                                      | anteriore da 2 1/2" 16"; posteriore da 2 1/2" 16", entrambi su ruote da 16" in lega leggera o raggi            | anteriore da 2 1/2" 16"; posteriore da 2 1/2" 16", entrambi su ruote da 16" in lega leggera o raggi            | anteriore da 2 1/2" 16"; posteriore da 2 1/2" 16", entrambi su ruote da 16" in lega leggera o raggi                             | anteriore da 2 1/2" 16"; posteriore da 2 1/2" 16", entrambi su ruote da 16" in lega leggera o raggi                             | anteriore da 2 1/2" 16"; posteriore da 2 1/2" 16", entrambi su ruote da 16" in lega leggera o raggi                             |
| Prestazioni dichiarate                          | | | | | |
| Velocità massima                                | 45 km/h | 45 km/h | 45 km/h | 45 km/h | 45 km/h |
| Consumo                                         | percorrenza a 30 km/h costanti: 62,5 km/l percorrenza a 45 km/h costanti: 47,3 km/l                            | percorrenza a 30 km/h costanti: 62,5 km/l percorrenza a 45 km/h costanti: 47,3 km/l                            | percorrenza a 30 km/h costanti: 62,5 km/l percorrenza a 45 km/h costanti: 47,3 km/l                                             | percorrenza a 30 km/h costanti: 62,5 km/l percorrenza a 45 km/h costanti: 47,3 km/l                                             | percorrenza a 30 km/h costanti: 62,5 km/l percorrenza a 45 km/h costanti: 47,3 km/l                                             |
| Fonte dei dati: Piaggio Service Station         | | | | | |

| Caratteristiche tecniche - Piaggio Sì (1986-2001) | Caratteristiche tecniche - Piaggio Sì (1986-2001)                                                                   | Caratteristiche tecniche - Piaggio Sì (1986-2001)                                                                   | Caratteristiche tecniche - Piaggio Sì (1986-2001)                                                                               | Caratteristiche tecniche - Piaggio Sì (1986-2001)                                                                               | Caratteristiche tecniche - Piaggio Sì (1986-2001)                                                                               |
| ------------------------------------------------- | --- | --- | --- | --- | --- |
|                                                   | | | | | |
| Dimensioni e pesi                                 | | | | | |
| Ingombri (lungh.×largh.×alt.)                     | 1671 × 670 × 1037 mm                                                                                                | 1671 × 670 × 1037 mm                                                                                                | 1671 × 670 × 1037 mm | 1671 × 670 × 1037 mm | 1671 × 670 × 1037 mm |
| Altezze                                           | Sella: 801 mm | Sella: 801 mm | Sella: 801 mm | Sella: 801 mm | Sella: 801 mm |
| Interasse: 1089 mm                                | Interasse: 1089 mm                                                                                                  | Massa a vuoto: 51 kg                                                                                                | Massa a vuoto: 51 kg | Serbatoio: 4.2 l, con 0,5 l di riserva (miscela al 2%) Serbatoio olio (versione mix): 0,8 l                                     | Serbatoio: 4.2 l, con 0,5 l di riserva (miscela al 2%) Serbatoio olio (versione mix): 0,8 l                                     |
| Meccanica                                         | | | | | |
| Tipo motore: Monocilindrico a due tempi           | Tipo motore: Monocilindrico a due tempi                                                                             | Tipo motore: Monocilindrico a due tempi                                                                             | Tipo motore: Monocilindrico a due tempi                                                                                         | Raffreddamento: ad aria forzata                                                                                                 | Raffreddamento: ad aria forzata                                                                                                 |
| Cilindrata                                        | 49,28 cm³ (Alesaggio 38,2 × Corsa 43,0 mm)                                                                          | 49,28 cm³ (Alesaggio 38,2 × Corsa 43,0 mm)                                                                          | 49,28 cm³ (Alesaggio 38,2 × Corsa 43,0 mm)                                                                                      | 49,28 cm³ (Alesaggio 38,2 × Corsa 43,0 mm)                                                                                      | 49,28 cm³ (Alesaggio 38,2 × Corsa 43,0 mm)                                                                                      |
| Distribuzione: a valvola rotante                  | Distribuzione: a valvola rotante                                                                                    | Distribuzione: a valvola rotante                                                                                    | Alimentazione: carburatore Dell'Orto SHA 12/12                                                                                  | Alimentazione: carburatore Dell'Orto SHA 12/12                                                                                  | Alimentazione: carburatore Dell'Orto SHA 12/12                                                                                  |
| Potenza: 0.9 kW (1,4 CV) a 5.500 rpm              | Potenza: 0.9 kW (1,4 CV) a 5.500 rpm                                                                                | Coppia: | Coppia: | Rapporto di compressione: 9:1                                                                                                   | Rapporto di compressione: 9:1                                                                                                   |
| Frizione: centrifuga                              | Frizione: centrifuga                                                                                                | Frizione: centrifuga                                                                                                | Cambio: Sì M; puleggia a cinghia trapezoidale con rapporto fisso Sì V; variomatic a cinghia trapezoidale con rapporto variabile | Cambio: Sì M; puleggia a cinghia trapezoidale con rapporto fisso Sì V; variomatic a cinghia trapezoidale con rapporto variabile | Cambio: Sì M; puleggia a cinghia trapezoidale con rapporto fisso Sì V; variomatic a cinghia trapezoidale con rapporto variabile |
| Accensione                                        | elettronica CDI o a puntine (optional per il modello Ecology System)                                                | elettronica CDI o a puntine (optional per il modello Ecology System)                                                | elettronica CDI o a puntine (optional per il modello Ecology System)                                                            | elettronica CDI o a puntine (optional per il modello Ecology System)                                                            | elettronica CDI o a puntine (optional per il modello Ecology System)                                                            |
| Trasmissione                                      | primaria a cinghia trapezoidale; secondaria a ingranaggi                                                            | primaria a cinghia trapezoidale; secondaria a ingranaggi                                                            | primaria a cinghia trapezoidale; secondaria a ingranaggi                                                                        | primaria a cinghia trapezoidale; secondaria a ingranaggi                                                                        | primaria a cinghia trapezoidale; secondaria a ingranaggi                                                                        |
| Avviamento                                        | a pedali oppure kick starter (optional sul modello FL)                                                              | a pedali oppure kick starter (optional sul modello FL)                                                              | a pedali oppure kick starter (optional sul modello FL)                                                                          | a pedali oppure kick starter (optional sul modello FL)                                                                          | a pedali oppure kick starter (optional sul modello FL)                                                                          |
| Ciclistica                                        | | | | | |
| Telaio                                            | Tubone in lamiera stampata                                                                                          | Tubone in lamiera stampata                                                                                          | Tubone in lamiera stampata | Tubone in lamiera stampata | Tubone in lamiera stampata |
| Sospensioni                                       | Anteriore: Forcelle telescopiche / Posteriore: sella con un sistema a doppio molleggio                              | Anteriore: Forcelle telescopiche / Posteriore: sella con un sistema a doppio molleggio                              | Anteriore: Forcelle telescopiche / Posteriore: sella con un sistema a doppio molleggio                                          | Anteriore: Forcelle telescopiche / Posteriore: sella con un sistema a doppio molleggio                                          | Anteriore: Forcelle telescopiche / Posteriore: sella con un sistema a doppio molleggio                                          |
| Freni                                             | Anteriore: a tamburo da 103 mm / Posteriore: a tamburo da 136 mm                                                    | Anteriore: a tamburo da 103 mm / Posteriore: a tamburo da 136 mm                                                    | Anteriore: a tamburo da 103 mm / Posteriore: a tamburo da 136 mm                                                                | Anteriore: a tamburo da 103 mm / Posteriore: a tamburo da 136 mm                                                                | Anteriore: a tamburo da 103 mm / Posteriore: a tamburo da 136 mm                                                                |
| Pneumatici                                        | anteriore da 2 1/2" (70 90) 16"; posteriore da 2 1/2" (70 90) 16", entrambi su ruote da 16" in lega leggera o raggi | anteriore da 2 1/2" (70 90) 16"; posteriore da 2 1/2" (70 90) 16", entrambi su ruote da 16" in lega leggera o raggi | anteriore da 2 1/2" (70 90) 16"; posteriore da 2 1/2" (70 90) 16", entrambi su ruote da 16" in lega leggera o raggi             | anteriore da 2 1/2" (70 90) 16"; posteriore da 2 1/2" (70 90) 16", entrambi su ruote da 16" in lega leggera o raggi             | anteriore da 2 1/2" (70 90) 16"; posteriore da 2 1/2" (70 90) 16", entrambi su ruote da 16" in lega leggera o raggi             |
| Prestazioni dichiarate                            | | | | | |
| Velocità massima                                  | 45 km/h | 45 km/h | 45 km/h | 45 km/h | 45 km/h |
| Consumo                                           | percorrenza a 30 km/h costanti: 62,5 km/l percorrenza a 45 km/h costanti: 47,3 km/l                                 | percorrenza a 30 km/h costanti: 62,5 km/l percorrenza a 45 km/h costanti: 47,3 km/l                                 | percorrenza a 30 km/h costanti: 62,5 km/l percorrenza a 45 km/h costanti: 47,3 km/l                                             | percorrenza a 30 km/h costanti: 62,5 km/l percorrenza a 45 km/h costanti: 47,3 km/l                                             | percorrenza a 30 km/h costanti: 62,5 km/l percorrenza a 45 km/h costanti: 47,3 km/l                                             |
| Altro                                             | | | | | |
| Omologazione                                      | Euro I per le ultime versioni                                                                                       | Euro I per le ultime versioni                                                                                       | Euro I per le ultime versioni                                                                                                   | Euro I per le ultime versioni                                                                                                   | Euro I per le ultime versioni                                                                                                   |
| Fonte dei dati: Piaggio Service Station           | | | | | |